# Vietname do Sul
O Vietname do Sul (português europeu) ou Vietnã do Sul (português brasileiro), oficialmente denominado República do Vietname/Vietnã (Em vietnamita: Việt Nam Cộng hòa)  foi um país do Sudeste Asiático que existiu de 1955 a 1975, período em que a porção sul do Vietnã era membro do Bloco Ocidental durante parte da Guerra Fria após a divisão do Vietnã em 1954. Recebeu reconhecimento internacional pela primeira vez em 1949 como o Estado do Vietnã dentro da União Francesa, com sua capital em Saigon (renomeada para Cidade de Ho Chi Minh em 1976), antes de se tornar uma república em 1955. O Vietnã do Sul fazia fronteira com o Vietnã do Norte (República Democrática do Vietnã) ao norte, Laos a noroeste, Camboja a sudoeste e Tailândia através do Golfo da Tailândia a sudoeste. Sua soberania foi reconhecida pelos Estados Unidos e 87 outras nações, embora não tenha conseguido ser admitido nas Nações Unidas como resultado de um veto soviético em 1957.   Foi sucedido pela República do Vietnã do Sul em 1975. Em 1976, a República do Vietnã do Sul e o Vietnã do Norte se fundiram para formar a República Socialista do Vietnã.
O fim da Segunda Guerra Mundial viu as forças guerrilheiras anti-japonesas do Vietnã Minh, lideradas pelo combatente comunista Ho Chi Minh, proclamarem o estabelecimento da República Democrática do Vietnã em Hanói em setembro de 1945.  Em 1949, durante a Primeira Guerra da Indochina, os franceses formaram o Estado do Vietnã, um governo rival de políticos vietnamitas anticomunistas em Saigon, liderado pelo ex-imperador Bảo Đại. Um referendo de 1955 sobre a futura forma de governo do estado foi amplamente marcado por fraude eleitoral e resultou na deposição de Bảo Đại pelo primeiro-ministro Ngô Đình Diệm, que se proclamou presidente da nova república em 26 de outubro de 1955.  Após a Conferência de Genebra de 1954, abandonou suas reivindicações sobre a parte norte do país, controlada por Việt Minh, e estabeleceu sua soberania sobre a metade sul do Vietnã, consistindo na Cochinchina (Nam Kỳ), uma ex-colônia francesa; e partes de Annam (Trung Kỳ), um antigo protetorado francês. Diệm foi morto em um golpe militar apoiado pela CIA liderado pelo general Dương Văn Minh em 1963, e uma série de governos militares de curta duração se seguiram. O general Nguyễn Văn Thiệu liderou o país após uma eleição presidencial civil incentivada pelos EUA de 1967 a 1975.
O início da Guerra do Vietnã ocorreu em 1955 com uma revolta da recém-organizada Frente de Libertação Nacional do Vietnã do Sul (Việt Cộng), armada e apoiada pelo Vietnã do Norte, com apoio principalmente da China e da União Soviética. Uma escalada maior da insurgência ocorreu em 1965 com a intervenção americana e a introdução de forças regulares de fuzileiros navais, seguidas por unidades do Exército para complementar o quadro de conselheiros militares que guiavam as forças armadas do sul. Uma campanha regular de bombardeio sobre o Vietnã do Norte foi conduzida por aviões, navios de guerra e porta-aviões da Marinha dos EUA, acompanhados por esquadrões da Força Aérea em 1966 e 1967. A luta atingiu o pico até esse ponto durante a Ofensiva do Tet de fevereiro de 1968, quando havia mais de um milhão de soldados sul-vietnamitas e 500 000 soldados americanos no Vietnã do Sul. O que começou como uma guerra de guerrilha acabou se transformando em uma luta mais convencional à medida que o equilíbrio de poder se igualou. Uma invasão blindada ainda maior do Norte começou durante a Ofensiva da Páscoa após a retirada das forças terrestres dos EUA e quase invadiu algumas das principais cidades do sul até ser repelida.
Apesar de um acordo de trégua sob os Acordos de Paz de Paris, concluídos em janeiro de 1973 após cinco anos de negociações intermitentes, os combates continuaram quase imediatamente depois. O exército regular norte-vietnamita e os auxiliares do Việt-Cộng lançaram uma grande segunda invasão convencional de armas combinadas em 1975. As forças comunistas invadiram Saigon em 30 de abril de 1975, marcando o fim da República do Vietnã. Em 2 de julho de 1976, a República do Vietnã do Sul controlada pelo Vietnã do Norte e a República Democrática do Vietnã (Vietnã do Norte) se fundiram para formar a República Socialista do Vietnã.

## Etimologia
O nome oficial do estado sul-vietnamita era "República do Vietnã" (vietnamita: Việt Nam Cộng hòa; Francês: République du Viêt Nam). O Norte era conhecido como a "República Democrática do Vietnã".
Việt Nam (pronúncia vietnamita: [vjə̀tnam]) foi o nome adotado pelo imperador Gia Long em 1804.  É uma variação de "Nam Việt" (南 越, Việt do Sul), um nome usado nos tempos antigos.  Em 1839, o imperador Minh Mạng renomeou o país para Đại Nam ("Grande Sul").  Em 1945, o nome oficial da nação foi alterado de volta para "Vietnã". O nome também é às vezes traduzido como "Viet Nam" em inglês. O termo "Vietnã do Sul" tornou-se de uso comum em 1954, quando a Conferência de Genebra dividiu provisoriamente o Vietnã em partes comunistas e capitalistas.
Outros nomes deste estado foram comumente usados durante sua existência, como Vietnã Livre e Governo do Vietnã (GVN).

## História

### Fundação do Vietnã do Sul
Antes da Segunda Guerra Mundial, o terço sul do Vietnã era a concessão (nhượng địa) da Cochinchina, que era administrada como parte da Indochina Francesa. Um governador-geral francês (toàn quyền) em Hanói administrou todas as cinco partes da Indochina (Tonkin, Annam, Cochinchina, Laos e Camboja), enquanto a Cochinchina (Nam Kỳ) estava sob um governador francês (thống đốc), mas a diferença das outras partes com a maioria da intelectualidade indígena e rica eram naturalizadas francesas (Tourane agora Đà Nẵng no terço central do Vietnã também desfrutava desse privilégio porque esta cidade também era uma cidade concessão). O terço norte do Vietnã (então a colônia (thuộc địa) de Tonkin (Bắc Kỳ) estava sob o comando de um general residente francês (thống sứ). Entre Tonkin, no norte, e Cochinchina, no sul, ficava o protetorado (xứ bảo hộ) de Annam (Trung Kỳ), sob um superior residente francês (khâm sứ). Um imperador vietnamita, Bảo Đại, residente em Huế, era o governante nominal de Annam e Tonkin, que tinham sistemas paralelos de administração francesa e vietnamita, mas sua influência era menor em Tonkin do que em Annam. A Cochinchina foi anexada pela França em 1862 e até elegeu um deputado para a Assembleia Nacional Francesa. Era mais "evoluído" e os interesses franceses eram mais fortes do que em outras partes da Indochina, principalmente na forma de plantações de borracha de propriedade francesa. Durante a Segunda Guerra Mundial, a Indochina foi administrada pela França de Vichy e ocupada pelo Japão em setembro de 1940. As tropas japonesas derrubaram a administração de Vichy em 9 de março de 1945, o imperador Bảo Đại proclamou o Vietnã independente. Quando os japoneses se renderam em 16 de agosto de 1945, o imperador Bảo Đại abdicou e o líder do Việt Minh, Hồ Chí Minh, proclamou a República Democrática do Vietnã (DRV) em Hanói e o DRV controlou quase todo o país do Vietnã. Em junho de 1946, a França declarou a Cochinchina uma república, separada das partes norte e central. Um exército chinês do Kuomintang chegou para ocupar o norte do Vietnã do paralelo 16 norte, enquanto uma força liderada pelos britânicos ocupou o sul em setembro. A força liderada pelos britânicos facilitou o retorno das forças francesas que lutaram contra o Viet Minh pelo controle das cidades e vilas do sul. A Guerra da Indochina Francesa começou em 19 de dezembro de 1946, com os franceses recuperando o controle de Hanói e muitas outras cidades.

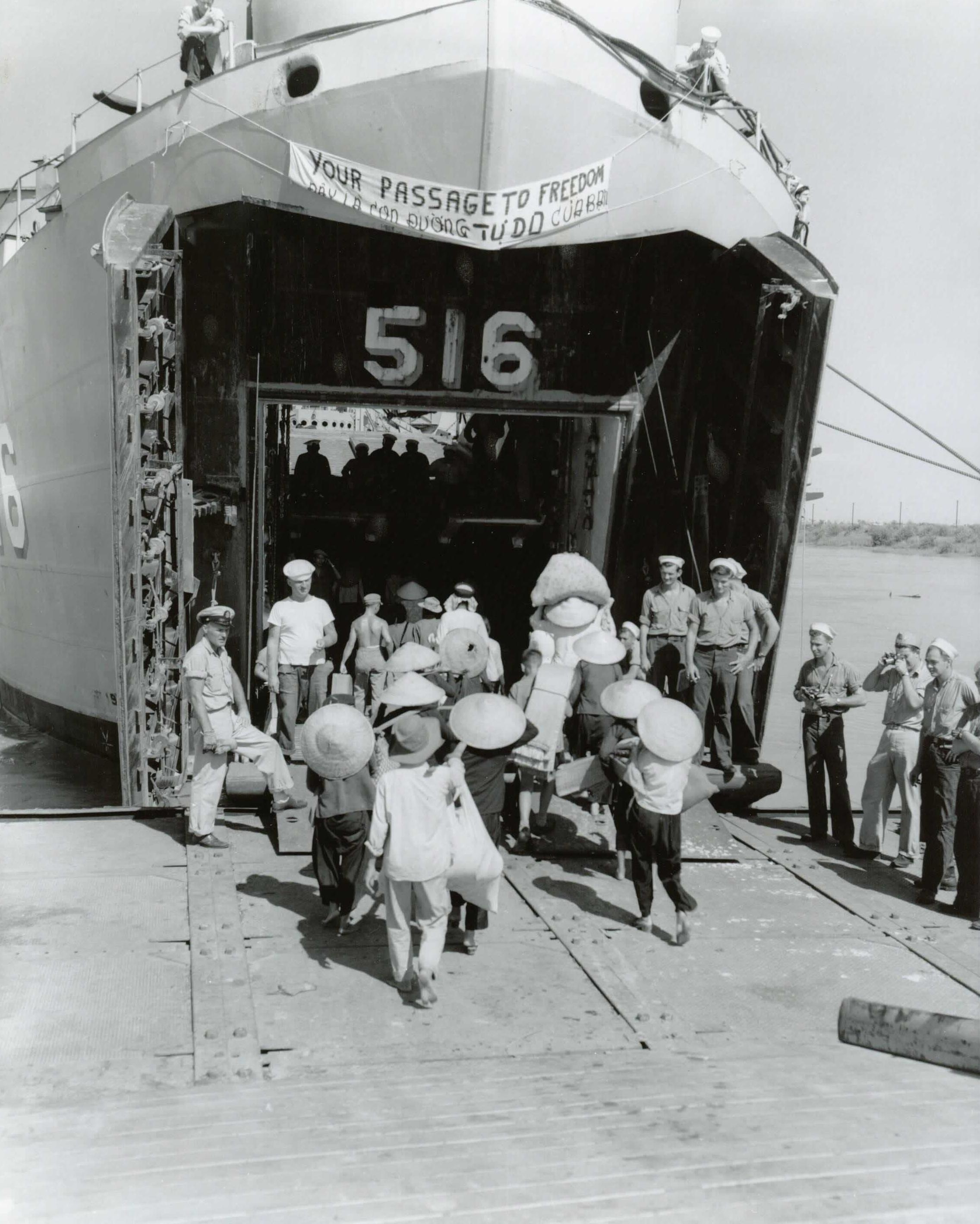
Cerca de 1 milhão de refugiados norte-vietnamitas deixaram o recém-criado Vietnã do Norte comunista durante a Operação Passagem para a Liberdade.

O Estado do Vietnã foi criado por meio da cooperação entre os vietnamitas anticomunistas e o governo francês em 14 de junho de 1949. O ex-imperador Bảo Đại aceitou o cargo de chefe de estado (quốc trưởng). Isso era conhecido como a "Solução Bảo Đại". A luta colonial no Vietnã tornou-se parte da Guerra Fria global. Em 1950, a China, a União Soviética e outras nações comunistas reconheceram o DRV, enquanto os Estados Unidos e outros estados não comunistas reconheceram o governo de Bảo Đại.
Em julho de 1954, a França e o Vietnã concordaram na Conferência de Genebra que o Vietnã seria temporariamente dividido no paralelo 17 norte e o Estado do Vietnã governaria o território ao sul do paralelo 17, aguardando a unificação com base em eleições supervisionadas em 1956. Na época da conferência, esperava-se que o Sul continuasse a ser uma dependência francesa. No entanto, o primeiro-ministro sul-vietnamita Ngô Đình Diệm, que preferia o patrocínio americano ao francês, rejeitou o acordo. Quando o Vietnã foi dividido, 800.000 a 1 milhão de norte-vietnamitas, principalmente (mas não exclusivamente) católicos romanos, navegaram para o sul como parte da Operação Passagem para a Liberdade devido ao medo de perseguição religiosa no Norte. Cerca de 90.000 Việt Minh foram evacuados para o Norte, enquanto 5.000 a 10.000 quadros permaneceram no Sul, a maioria deles com ordens de se concentrar na atividade política e na agitação.  O Comitê de Paz de Saigon-Cholon, a primeira frente do Việt Cộng, foi fundado em 1954 para fornecer liderança a este grupo.

### Governo de Ngô Đình Diệm: 1955–1963
Em julho de 1955, Diệm anunciou em uma transmissão que o Vietnã do Sul não participaria das eleições especificadas nos Acordos de Genebra.  Como a delegação de Saigon não assinou os Acordos de Genebra, não estava vinculada a eles - apesar de ter feito parte da União Francesa,[ que estava vinculada aos Acordos.  Ele também afirmou que o governo comunista no Norte criou condições que tornaram impossível uma eleição justa naquela região. Dennis J. Duncanson descreveu as circunstâncias prevalecentes em 1955 e 1956 como "anarquia entre as seitas e da aposentadoria do Việt Minh no sul, a campanha de terror de 1956 da reforma agrária de Hanói e a revolta camponesa resultante em torno de Vinh no norte".
Diệm realizou um referendo em 23 de outubro de 1955 para determinar o futuro do país. Ele pediu aos eleitores que aprovassem uma república, removendo assim Bảo Đại como chefe de estado. A votação foi supervisionada por seu irmão mais novo, Ngô Đình Nhu. Diệm foi creditado com 98% dos votos. Em muitos distritos, houve mais votos para remover Bảo Đại do que eleitores registrados (por exemplo, em Saigon, 133% da população registrada votou para remover Bảo Đại). Seus conselheiros americanos recomendaram uma margem de vitória mais modesta de "60 a 70 por cento". Diệm, no entanto, viu a eleição como um teste de autoridade. Em 26 de outubro de 1955, Diệm declarou-se presidente da recém-proclamada República do Vietnã.  Os franceses, que precisavam de tropas para lutar na Argélia e estavam cada vez mais marginalizados pelos Estados Unidos, retiraram-se completamente do Vietnã em abril de 1956.
Os Acordos de Genebra prometiam eleições em 1956 para determinar um governo nacional para um Vietnã unido. Em 1957, observadores independentes da Índia, Polônia e Canadá, representando a Comissão Internacional de Controle (ICC), declararam que eleições justas e imparciais não eram possíveis, relatando que nem o Vietnã do Sul nem o Vietnã do Norte haviam honrado o acordo de armistício: "As eleições não foram realizadas. O Vietnã do Sul, que não havia assinado os Acordos de Genebra, não acreditava que os comunistas no Vietnã do Norte permitiriam uma eleição justa. Em janeiro de 1957, o TPI concordou com essa percepção, relatando que nem o Vietnã do Sul nem o Vietnã do Norte haviam honrado o acordo de armistício. Com a saída dos franceses, um retorno à tradicional luta pelo poder entre o norte e o sul começou novamente.
Em outubro de 1956, Diệm, com o estímulo dos EUA, lançou um programa de reforma agrária restringindo o tamanho das fazendas de arroz a um máximo de 247 acres por proprietário de terras, com o excesso de terra a ser vendido a camponeses sem terra. Mais de 1,8 milhão de acres de terras agrícolas ficariam disponíveis para compra, os EUA pagariam aos proprietários de terras e receberiam o pagamento dos compradores durante um período de seis anos. A reforma agrária foi considerada pelos EUA como um passo crucial para obter apoio ao nascente governo sul-vietnamita e minar a propaganda comunista.
O Partido Comunista do Vietnã do Norte aprovou uma "guerra popular" no Sul em uma sessão em janeiro de 1959 e essa decisão foi confirmada pelo Politburo em março.  Em maio de 1959, o Grupo 559 foi estabelecido para manter e atualizar a Trilha Ho Chi Minh, nesta época uma caminhada de montanha de seis meses pelo Laos. Cerca de 500 dos "reagrupados" de 1954 foram enviados para o sul na trilha durante seu primeiro ano de operação.
Diệm tentou estabilizar o Vietnã do Sul defendendo-se contra as atividades do Việt Cộng. Ele lançou uma campanha de denúncia anticomunista (Tố Cộng) contra o Việt Cộng e campanhas militares contra três grupos poderosos - o Cao Đài, Hòa Hảo e o sindicato do crime organizado Bình Xuyên, cuja força militar combinada totalizava aproximadamente 350 000 combatentes.
Em 1960, o processo de reforma agrária estagnou. Diệm nunca apoiou verdadeiramente a reforma porque muitos de seus maiores apoiadores eram os maiores proprietários de terras do país. Enquanto os EUA ameaçavam cortar a ajuda a menos que a reforma agrária e outras mudanças fossem feitas, Diệm avaliou corretamente que os EUA estavam blefando.
Ao longo desse período, o nível de ajuda e apoio político dos EUA aumentou. Apesar disso, uma estimativa da inteligência dos EUA de 1961 relatou que "metade de toda a região rural ao sul e sudoeste de Saigon, bem como algumas áreas ao norte, estão sob considerável controle comunista. Algumas dessas áreas são, na verdade, negadas a toda autoridade governamental que não é imediatamente apoiada por uma força armada substancial. A força do Việt Cộng circunda Saigon e recentemente começou a se aproximar da cidade.  O relatório, posteriormente extraído em The Pentagon Papers, continuou:
Muitos acham que [Diem] é incapaz de reunir o povo na luta contra os comunistas por causa de sua confiança no governo virtual de um homem só, sua tolerância à corrupção que se estende até mesmo à sua comitiva imediata e sua recusa em relaxar um sistema rígido de controles públicos.

### 1963–1973

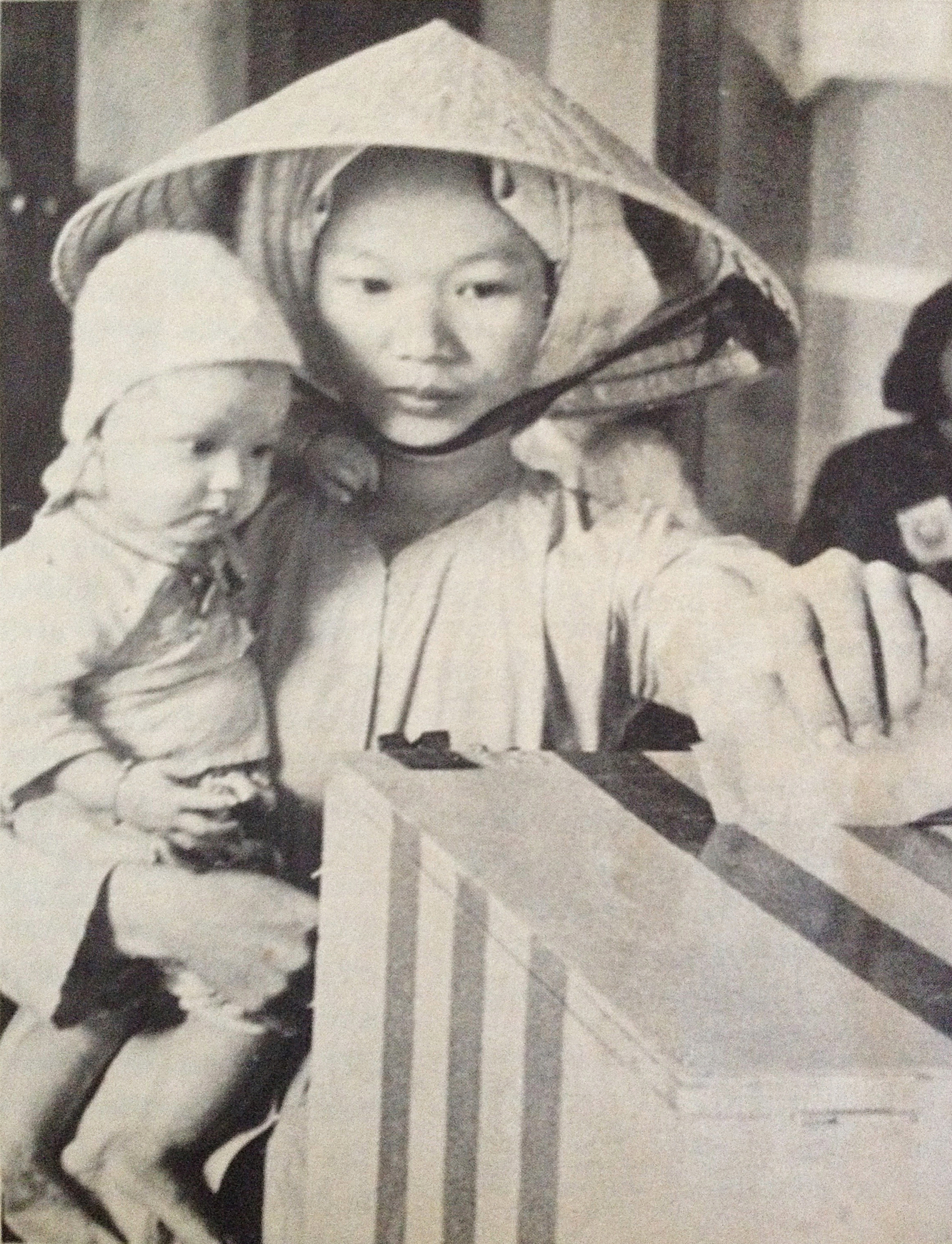
Uma mulher votando nas eleições de 1967

O governo Diệm perdeu apoio entre a população e do governo Kennedy, devido à repressão aos budistas e derrotas militares pelo Việt Cộng. Notavelmente, os tiroteios de Huế Phật Đản de 8 de maio de 1963 levaram à crise budista, provocando protestos generalizados e resistência civil. A situação chegou ao auge quando as Forças Especiais foram enviadas para invadir templos budistas em todo o país, deixando um número de mortos estimado em centenas. Diệm foi derrubado em um golpe em 1º de novembro de 1963 com a aprovação tácita dos EUA.
A remoção e o assassinato de Diệm desencadearam um período de instabilidade política e declínio da legitimidade do governo de Saigon. O general Dương Văn Minh tornou-se presidente, mas foi deposto em janeiro de 1964 pelo general Nguyễn Khánh. Phan Khắc Sửu foi nomeado chefe de estado, mas o poder permaneceu com uma junta de generais liderada por Khánh, que logo caiu em lutas internas. Enquanto isso, o incidente do Golfo de Tonkin em 2 de agosto de 1964 levou a um aumento dramático na participação direta dos americanos na guerra, com quase 200 000 soldados destacados até o final do ano. Khánh procurou capitalizar a crise com a Carta Vũng Tàu, uma nova constituição que teria restringido as liberdades civis e concentrado seu poder, mas foi forçado a recuar diante de protestos e greves generalizadas. Tentativas de golpe seguiram em setembro e fevereiro de 1965, o último resultando no marechal do ar Nguyễn Cao Kỳ tornando-se primeiro-ministro e o general Nguyễn Văn Thiệu tornando-se chefe de estado nominal.
Kỳ e Thieu desempenharam essas funções até 1967, trazendo a tão desejada estabilidade ao governo. Eles impuseram censura e suspenderam as liberdades civis e intensificaram os esforços anticomunistas. Sob pressão dos EUA, eles realizaram eleições para presidente e legislatura em 1967. A eleição para o Senado ocorreu em 2 de setembro de 1967. A eleição presidencial ocorreu em 3 de setembro de 1967, Thiệu foi eleito presidente com 34% dos votos em uma votação amplamente criticada. A eleição parlamentar ocorreu em 22 de outubro de 1967.
Em 31 de janeiro de 1968, o Exército Popular do Vietnã (PAVN) e o Việt Cộng quebraram a trégua tradicional que acompanhava o feriado do Tết (Ano Novo Lunar). A Ofensiva do Tet não conseguiu desencadear uma revolta nacional e foi militarmente desastrosa. Ao trazer a guerra para as cidades do Vietnã do Sul, no entanto, e ao demonstrar a força contínua das forças comunistas, marcou um ponto de virada no apoio dos EUA ao governo do Vietnã do Sul. A nova administração de Richard Nixon introduziu uma política de vietnamização para reduzir o envolvimento dos EUA em combate e iniciou negociações com os norte-vietnamitas para acabar com a guerra. Thiệu usou as consequências da Ofensiva do Tet para afastar Kỳ, seu principal rival.
Em 26 de março de 1970, o governo começou a implementar o programa de reforma agrária Land-to-the-Tiller, com os EUA fornecendo US$ 339 milhões do custo de US$ 441 milhões do programa. As propriedades individuais foram limitadas a 15 hectares.
As forças dos EUA e do Vietnã do Sul lançaram uma série de ataques às bases do PAVN / VC no Camboja em abril-julho de 1970. O Vietnã do Sul lançou uma invasão de bases norte-vietnamitas no Laos em fevereiro / março de 1971 e foi derrotado pelo PAVN no que foi amplamente considerado um revés para a vietnamização.
Thiệu foi reeleito sem oposição nas eleições presidenciais de 2 de outubro de 1971.
O Vietnã do Norte lançou uma invasão convencional do Vietnã do Sul no final de março de 1972, que só foi finalmente repelida em outubro com o apoio aéreo maciço dos EUA.

### 1973–1975
De acordo com os Acordos de Paz de Paris assinados em 27 de janeiro de 1973, as forças militares dos EUA se retiraram do Vietnã do Sul no final de março de 1973, enquanto as forças do PAVN no Sul foram autorizadas a permanecer no local.
Os líderes norte-vietnamitas esperavam que os termos do cessar-fogo favorecessem seu lado. Quando Saigon começou a reverter o Việt Cộng, eles acharam necessário adotar uma nova estratégia, elaborada em uma série de reuniões em Hanói em março de 1973, de acordo com as memórias de Trần Văn Trà. Como principal comandante do Việt Cộng, Trà participou de várias dessas reuniões. Um plano para melhorar a logística foi preparado para que o PAVN pudesse lançar uma invasão massiva do Sul, projetada para 1976. Um gasoduto seria construído do Vietnã do Norte até a capital provisória de Việt Cộng em Lộc Ninh, cerca de 60 milhas (97 km) ao norte de Saigon.
Em 15 de março de 1973, o presidente dos EUA, Richard Nixon, deu a entender que os EUA interviriam militarmente se o lado comunista violasse o cessar-fogo. A reação do público foi desfavorável e, em 4 de junho de 1973, o Senado dos Estados Unidos aprovou a Emenda Case-Church para proibir tal intervenção. O choque do preço do petróleo de outubro de 1973 causou danos significativos à economia sul-vietnamita. Um porta-voz de Thiệu admitiu em uma entrevista na TV que o governo estava sendo "oprimido" pela inflação causada pelo choque do petróleo, enquanto um empresário americano que mora em Saigon afirmou após o choque do petróleo que tentar ganhar dinheiro no Vietnã do Sul era "como fazer amor com um cadáver".  Uma consequência da inflação foi que o governo sul-vietnamita teve cada vez mais dificuldade em pagar seus soldados e impôs restrições ao uso de combustível e munição.
Depois de dois confrontos que deixaram 55 soldados sul-vietnamitas mortos, o presidente Thiệu anunciou em 4 de janeiro de 1974 que a guerra havia recomeçado e que o Acordo de Paz de Paris não estava mais em vigor. Houve mais de 25 000 vítimas sul-vietnamitas durante o período de cessar-fogo.  No mesmo mês, a China atacou as forças sul-vietnamitas nas Ilhas Paracel, assumindo o controle das ilhas.
Em agosto de 1974, Nixon foi forçado a renunciar como resultado do escândalo Watergate, e o Congresso dos EUA votou para reduzir a assistência ao Vietnã do Sul de US$ 1 bilhão por ano para US$ 700 milhões. A essa altura, a trilha de Ho Chi Minh, antes uma árdua caminhada na montanha, havia sido transformada em uma rodovia dirigível com postos de gasolina.
Em dezembro de 1974, o PAVN lançou uma invasão em Phuoc Long para testar a força de combate e a vontade política do Vietnã do Sul e se os EUA responderiam militarmente. Sem assistência militar dos EUA, o ARVN não conseguiu se manter e o PAVN capturou com sucesso muitos dos distritos ao redor da capital provincial de Phuoc Long, enfraquecendo a resistência do ARVN nas áreas de fortaleza. O presidente Thiệu mais tarde abandonou Phuoc Long no início de janeiro de 1975. Como resultado, Phuoc Long foi a primeira capital provincial a cair nas mãos do PAVN.
Em 1975, o PAVN lançou uma ofensiva em Ban Me Thuot, nas Terras Altas Centrais, na primeira fase do que ficou conhecido como a Campanha de Ho Chi Minh. Os sul-vietnamitas tentaram sem sucesso uma defesa e contra-ataque, mas tinham poucas forças de reserva, bem como escassez de peças sobressalentes e munições. Como consequência, Thiệu ordenou a retirada de unidades-chave do exército das Terras Altas Centrais, o que exacerbou uma situação militar já perigosa e minou a confiança dos soldados do ARVN em sua liderança. A retirada tornou-se uma derrota exacerbada pelo mau planejamento e ordens conflitantes de Thiệu. As forças do PAVN também atacaram o sul e de santuários no Laos e no Camboja, capturando Huế e Da Nang e avançando para o sul. À medida que a situação militar se deteriorava, as tropas do ARVN começaram a desertar. No início de abril, o PAVN havia invadido quase 3/5 do sul.
Thiệu solicitou ajuda do presidente dos EUA, Gerald Ford, mas o Senado dos EUA não liberou dinheiro extra para fornecer ajuda ao Vietnã do Sul e já havia aprovado leis para evitar um maior envolvimento no Vietnã. Em desespero, Thiệu chamou Kỳ de volta da aposentadoria como comandante militar, mas resistiu aos apelos para nomear seu antigo primeiro-ministro rival.

### Queda de Saigon: abril de 1975

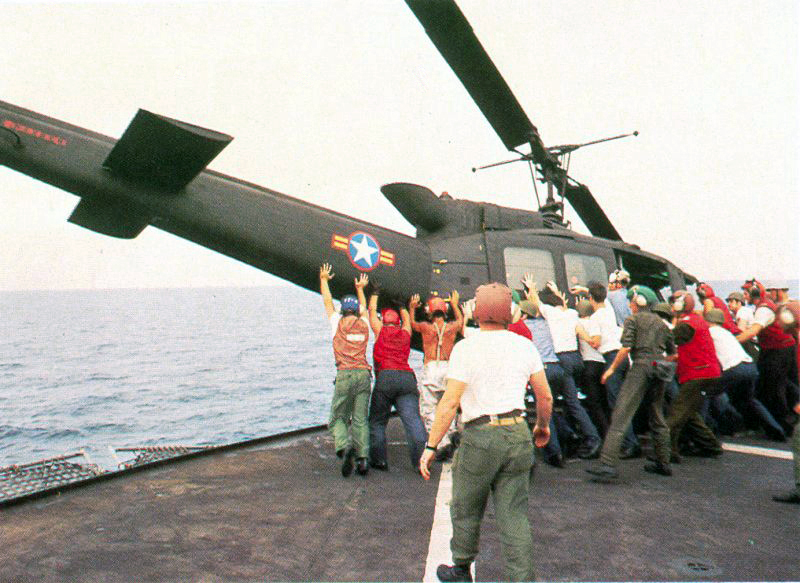
Um helicóptero Huey vazio é descartado na lateral de um porta-aviões para fornecer espaço no convés do navio para que mais evacuados pousem.

O moral estava baixo no Vietnã do Sul à medida que o PAVN avançava. Uma defesa de última hora foi feita pela 18ª Divisão ARVN na Batalha de Xuân Lộc de 9 a 21 de abril. Thiệu renunciou em 21 de abril de 1975 e fugiu para Taiwan. Ele nomeou seu vice-presidente Trần Văn Hương como seu sucessor. Depois de apenas uma semana no cargo, a assembleia nacional sul-vietnamita votou para entregar a presidência ao general Dương Văn Minh. Minh era visto como uma figura mais conciliatória em relação ao Norte, e esperava-se que ele pudesse negociar um acordo mais favorável para acabar com a guerra. O Norte, no entanto, não estava interessado em negociações e suas forças capturaram Saigon. Minh entregou incondicionalmente Saigon e o resto do Vietnã do Sul ao Vietnã do Norte em 30 de abril de 1975.
Durante as horas que antecederam a rendição, os Estados Unidos realizaram uma evacuação maciça de funcionários do governo americano, bem como membros de alto escalão do ARVN e outros sul-vietnamitas que eram vistos como alvos potenciais de perseguição pelos comunistas. Muitos dos evacuados foram levados diretamente de helicóptero para vários porta-aviões que esperavam na costa.

### Governo Revolucionário Provisório
Após a rendição de Saigon às forças norte-vietnamitas em 30 de abril de 1975, o Governo Revolucionário Provisório da República do Vietnã do Sul tornou-se oficialmente o governo do Vietnã do Sul, que se fundiu com a República Democrática do Vietnã para criar a República Socialista do Vietnã em 2 de julho de 1976.